# Ansbacher Hütte
De Ansbacher Hütte is een berghut gelegen in de Lechtaler Alpen in de Oostenrijkse deelstaat Tirol. De hut ligt op een hoogte van 2376 meter ruim twee kilometer ten noordwesten van Flirsch in het Stanzertal, tussen de toppen van de Samspitze (2624 meter) en Blankaspitze (2174 meter) in. De hut is eigendom van de sectie Ansbach van de Deutsche Alpenverein.
Een klim vanuit Flirsch (1154 meter) naar de Ansbacher Hütte neemt ongeveer vier uur in beslag. Vanuit Schnann (1186 meter) duurt gemiddeld een half uur korter. Vanuit Bach (1074 meter) is de hut in vijf uur te bereiken.
Naast de huisberg Samspitze, die in ongeveer drie kwartier via een gemarkeerde beklommen kan worden, vormt de Ansbacher Hütte het uitgangspunt voor beklimming van de Vorderseespitze (2889 meter, tweeënhalf uur), Feuerspitze (2852 meter, drie uur) en Freispitze (2884 meter, vierenhalf uur). Andere hutten in de omgeving kunnen tevens een einddoel vormen. Daaronder zijn het Kaiserjochhaus (vierenhalf uur), de Memminger Hütte (vijfenhalf uur), Simmshütte (vierenhalf uur) en de Augsburger Hütte (acht tot tien uur).